# Platanthera grandiflora
Platanthera grandiflora är en orkidéart som först beskrevs av Jacob Bigelow, och fick sitt nu gällande namn av John Lindley. Platanthera grandiflora ingår i släktet nattvioler, och familjen orkidéer. Inga underarter finns listade i Catalogue of Life.

## Bildgalleri

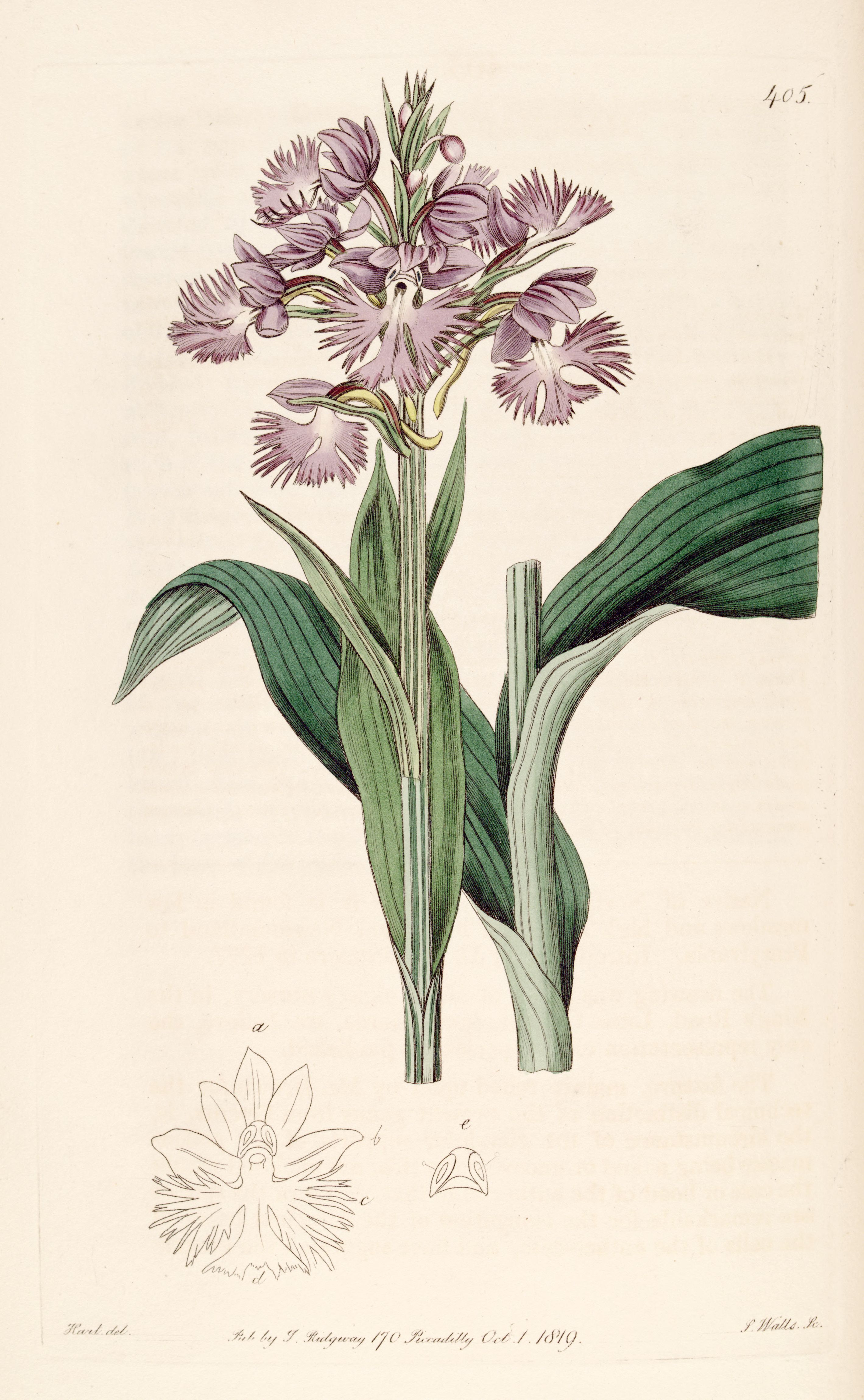